# ライズマーケティングオフィス
ライズマーケティングオフィス株式会社は、大阪府大阪市中央区にあるコンサルティング企業。

## 概要
2010年4月創業。創業者は田中みのる。創業時は船場ビルディング二階220号室に事務所を構え、2021年1月に同ビル内一階105号室に移動。

## 事業内容

### コンサルティング事業
クライアントの販促物等に関するコンサルティング、店舗導線デザイン、マーケティングシナリオデザイン、プレスリリース支援、販売手法提案。社員のモチベーションアップカリキュラム提供。

### セミナー事業
営業マン向け販促セミナー、経営者向けセミナー、社員向けモチベーションアップセミナー、商圏分析（エリアマーケティング）セミナー等への登壇。

### 研修事業
販促物作成塾、ビジネススキルアップ塾、プレゼンテーション塾の開催。

## 沿革
- 2010年4月 - ライズマーケティングオフィス株式会社 創業。
- 2021年1月 - 事務所を船場ビルディング二階220号から一階105号に移動。